# Hemipodus digitifera
Hemipodus digitifera är en ringmaskart som beskrevs av Knox 1960. Hemipodus digitifera ingår i släktet Hemipodus och familjen Glyceridae. Inga underarter finns listade i Catalogue of Life.